# Filipe Cruz
Filipe de Carvalho Pinto da Cruz (* 7. September 1969 in Luanda) ist ein angolanisch-portugiesischer Handballtrainer und ehemaliger Handballspieler.

## Spielerkarriere

### Verein
Filipe Cruz lernte das Handballspielen beim angolanischen Verein CD Primeiro de Agosto. 1991 wechselte er nach Portugal zu Comércio e Indústria in Setúbal. 1993 schloss er sich Belenenses Lissabon an, mit dem er 1994 die portugiesische Meisterschaft gewann. 1996 unterschrieb der 1,81 m große Außenspieler, der auch als rechter Rückraumspieler eingesetzt wurde, beim Académico Basket Clube, mit dem er 1997, 1998 und 2000 Meister, 1997 und 2000 Pokalsieger sowie 1998 Supercupsieger wurde. Nach Stationen in Spanien kehrte er 2006 nach Angola zurück.

### Nationalmannschaft
Mit der portugiesischen Nationalmannschaft nahm Cruz an den Europameisterschaften 1994, 2000 und 2002 sowie den Weltmeisterschaften 1997, 2001 und 2003 teil. Insgesamt bestritt er 150 Länderspiele, in denen er 472 Tore erzielte.

## Trainerkarriere
Im Jahr 2009 übernahm Cruz die Männermannschaft von Primeiro de Agosto, mit der er 2011, 2012, 2013, 2015 die angolanische Meisterschaft, 2013 und 2015 den angolanischen Pokal sowie 2009 und 2012 den angolanischen Supercup gewann. Parallel betreute er ab 2010 bis 2019 die  Angolanische Männer-Handballnationalmannschaft, mit der er die Bronzemedaille bei der Handball-Afrikameisterschaft der Männer 2016 und bei der Handball-Afrikameisterschaft der Männer 2018 errang. Bei der Weltmeisterschaft 2019 belegte die Auswahl den 19. Platz. Nachdem er 2015 sein Amt bei Primeiro de Agosto abgegeben hatte, übernahm er 2016 den Verein Marinha de Guerra und die Angolanische Frauen-Handballnationalmannschaft, mit der er die Handball-Afrikameisterschaft der Frauen 2016 gewann und an den Olympischen Spielen 2016 teilnahm. Seit 2018 ist er wieder Trainer bei Primeiro de Agosto und seit 2021 zusätzlich wieder bei der Frauennationalmannschaft, mit der er die Handball-Afrikameisterschaft der Frauen 2021 gewann und an den Olympischen Spielen 2021 teilnahm.